# Bout de Zan et le Chemineau
Bout de Zan et le Chemineau és una pel·lícula muda francesa escrita i dirigida per Louis Feuillade i estrenada el 24 d’octubre de 1913.
Aquesta pel·lícula forma part de la sèrie Bout de Zan.

## Repartiment
- Renée Carl
- Paul Manson
- René Poyen : Bout de Zan
- Jeanne Saint-Bonnet
- Alice Tissot
- Edmond Bréon